# Collision aérienne de Brocklesby
Vous lisez un « bon article » labellisé en 2017.
Pour les articles homonymes, voir Brocklesby (homonymie).
La collision aérienne de Brocklesby s'est produite le 29 septembre 1940 près de Brocklesby dans l'État de Nouvelle-Galles du Sud en Australie. Cet accident est inhabituel car les deux aéronefs impliqués (des Avro Anson de l'école de vol de service no 2 de la RAAF) sont restés coincés ensemble après la collision aérienne mais un atterrissage a tout de même pu être réalisé en toute sécurité.
Les deux navigateurs et le pilote de l'avion inférieur ont sauté en parachute après l'accident, tandis que le pilote de l'avion supérieur a été en mesure de prendre le contrôle des deux avions en utilisant sa machine. Il a ensuite effectué un atterrissage d'urgence dans un paddock. Les quatre membres de l'équipage ont survécu à l'incident et les deux avions ont été réparés.

## Détails sur le vol
L'école de vol de service no 2 (EVS), située à la base de la RAAF de Wagga (à l'époque base de la RAAF de Forest Hill) à Wagga Wagga, est l'une des nombreuses bases d'entraînement créées au début de la Seconde Guerre mondiale afin de suivre le Plan d'entraînement aérien du Commonwealth britannique,. À la suite de l'instruction de base, les élèves rejoignent une EVS pour apprendre les techniques de vol afin d'être certifiés pilotes opérationnels. Ils y apprennent le vol aux instruments, le vol de nuit, les formations de vol, le bombardement en piqué et le tir aérien,. Les premiers cours d'aviation commencent dès le 29 juillet 1940 avec des Avro Anson alors que l'EVS no 2 est en cours de construction,.
Le 29 septembre 1940, deux Anson décollent de la base de la RAAF de Forest Hill pour un vol d'entraînement au-dessus de la Nouvelle-Galles du Sud. L'Anson N4876 est piloté par Leonard Graham Fuller de Cootamundra, avec Ian Menzies Sinclair de Glen Innes comme navigateur,,,. Le L9162 est piloté par Jack Inglis Hewson de Newcastle, avec Hugh Gavin Fraser de Melbourne comme navigateur,,,. Leur plan de vol les mène à Corowa puis à Narrandera et les fait atterrir à la base de la RAAF de Forest Hill.

## La collision
Les deux Anson volent à une altitude de 1 000 pieds (300 m) au-dessus de Brocklesby vers Albury et entament un virage,. Fuller perd alors de vue l'avion de Hewson, qui se trouve juste en dessous de lui. Les deux Anson entrent en collision quand l'avion de Hewson vient percuter celui de Fuller par le bas. Fuller témoigne : « les hélices ont pénétré dans les capots du moteur comme si elles allaient broyer l'avion »,. Les avions restent bloqués l'un dans l'autre, le canon de l'avion inférieur se coince dans l'emplanture de l'aile gauche de l'avion supérieur, la gouverne du premier stabilisant l'empennage du second.
Après l'impact, les deux moteurs de l'avion supérieur sont hors d'usage alors que les deux de l'avion inférieur continuent de fonctionner parfaitement. Les avions restés bloqués l'un dans l'autre suivent une trajectoire circulaire,. Fuller décrit les appareils comme « volant à peu près aussi bien qu'une brique ». Cependant, il réussit à prendre le contrôle des avions avec sa gouverne et ses ailerons afin de trouver un endroit où atterrir,. Les deux navigateurs, Sinclair et Fraser, se parachutent hors de leur avion, suivis peu de temps après par Hewson, blessé au dos lorsque les hélices de l'autre avion ont traversé le fuselage,.

À la suite de la collision, Fuller vole sur huit kilomètres et parvient à effectuer un atterrissage d'urgence avec le train rentré sur un paddock à six kilomètres au sud-ouest de Brocklesby. Les deux avions glissent sur l'herbe pendant 180 m avant l'arrêt complet,. En ce qui concerne l'atterrissage de Fuller, il est considéré comme mieux réussi que tous ceux qu'il avait effectués lors des posés-décollés d'entraînement à Forest Hill le jour d'avant. Son supérieur, le chef d'escouade Cooper, déclare que le choix de la piste d'atterrissage est « parfait » et que l'atterrissage en lui-même est « un effort formidable ». L'inspecteur des accidents aériens de la RAAF, Arthur « Spud » Murphy, se rend rapidement sur la scène d'accident depuis le quartier général des forces aériennes à Melbourne, accompagné de son adjoint Henry Winneke. Fuller dit à Murphy : 

« Eh bien, Monsieur, j'ai fait tout ce qu'on m'a dit de faire lors d'un atterrissage d'urgence : atterrir le plus près possible d'habitations ou d'une ferme et si possible face au vent. J'ai fait tout ça. Il y a une ferme là et j'ai fait quelques tours d'approche afin d'atterrir face au vent. L'avion était un peu pataud cependant ! »

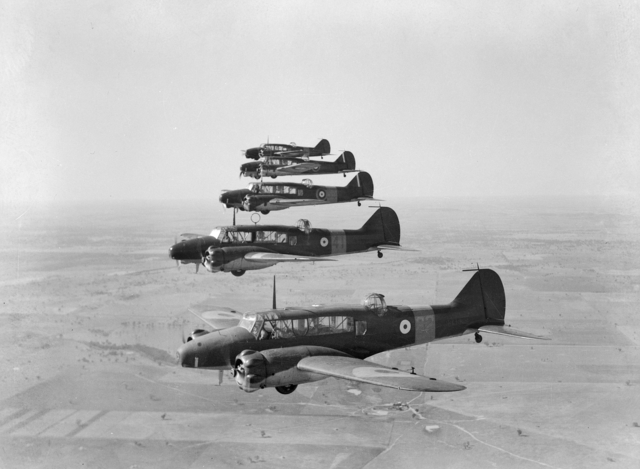
Une formation d'Avro Anson de l'EVS no 2.
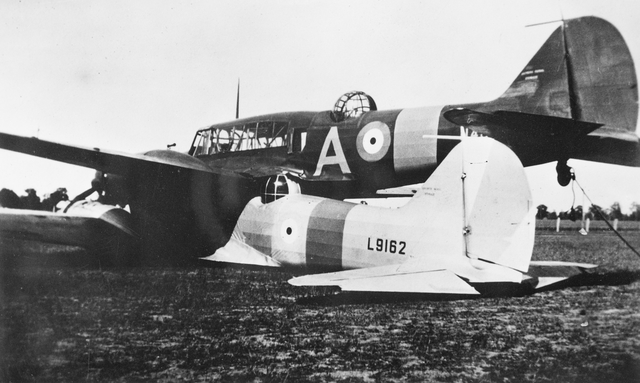
Les deux Avro Anson sur le paddock.
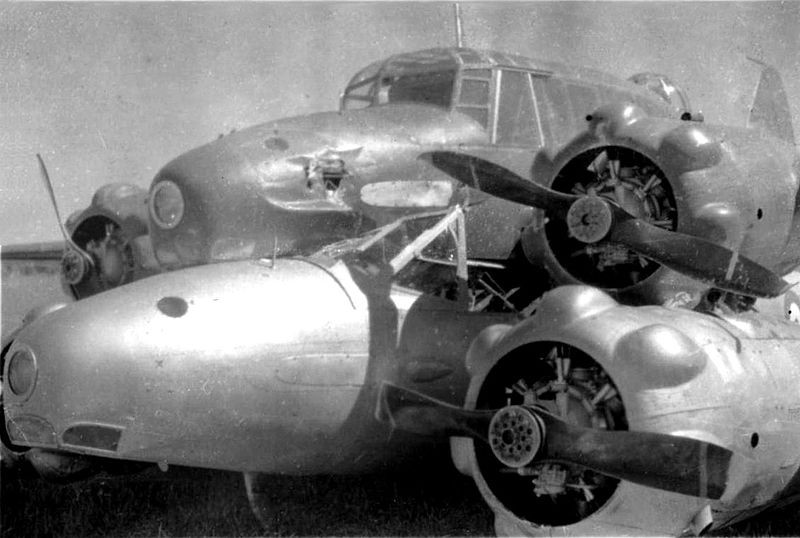
Vue sur les moteurs et les cockpits.

## Conséquences et suite

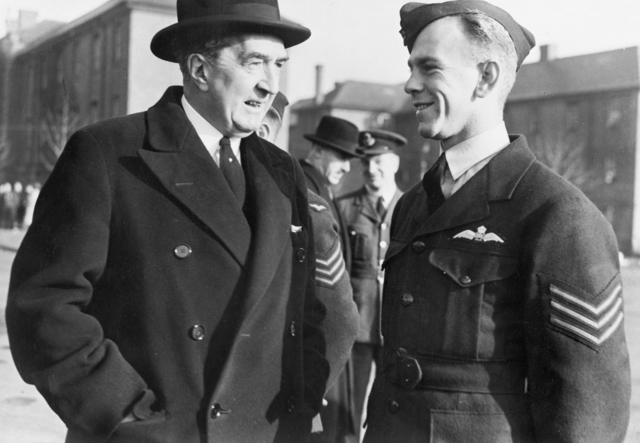
Le sergent Fuller, à droite, avec le haut-commissaire australien Stanley Bruce à Londres en 1941.

Cet accident peu commun attire les journalistes du monde entier, mettant en lumière la ville de Brocklesby,. En empêchant la destruction des deux Anson, Fuller n'a pas seulement été récompensé pour avoir évité un désastre à Brocklesby, mais également pour avoir préservé 40 000 £ de matériel militaire. L'avion supérieur (N4876), réparé, est retourné en service et l'avion inférieur (L9162) a été transformé en cockpit d'instruction,. Fuller est promu au rang de sergent après son atterrissage mais est confiné pendant quatorze jours à la caserne et ne reçoit aucune paie pendant sept jours pour avoir parlé de l'accident aux journalistes sans autorisation,. Il termine son instruction à l'EVS no 2 en octobre 1940 et reçoit une citation de l'Australian Air Board pour sa « présence d'esprit, son courage et sa détermination pour avoir atterri deux Anson empêchant leur destruction dans des conditions difficiles »,.
Fuller part au Moyen-Orient puis rejoint l'escadron no 37 de la Royal Air Force. Il reçoit la Distinguished Flying Medal pour ses actions au-dessus de Palerme en mars 1942. L'année suivante il obtient le grade d'officier de vol et retourne en Australie en tant qu'instructeur de vol à l'unité d'entraînement opérationnel no 1 à Sale. Il se fait renverser par un camion sur son vélo et meurt le 18 mars 1944 près de Sale,. Sinclair quitte le service en tant que Flight lieutenant, en 1945.
Hewson parvient à se remettre de sa blessure au dos après un passage à l'hôpital de district d'Albury et reprend le service. Il termine son instruction à l'EVS no 2 en octobre 1940, et quitte la RAAF avec le grade de Flight lieutenant en 1946. Fraser est assigné à l'escadron no 206 de la Royal Air Force à Aldergrove en Irlande du Nord. Il décède avec son équipage le 1er janvier 1942 pendant un vol d'entraînement lors de l'écrasement de son Lockheed Hudson contre un arbre.

## Commémoration

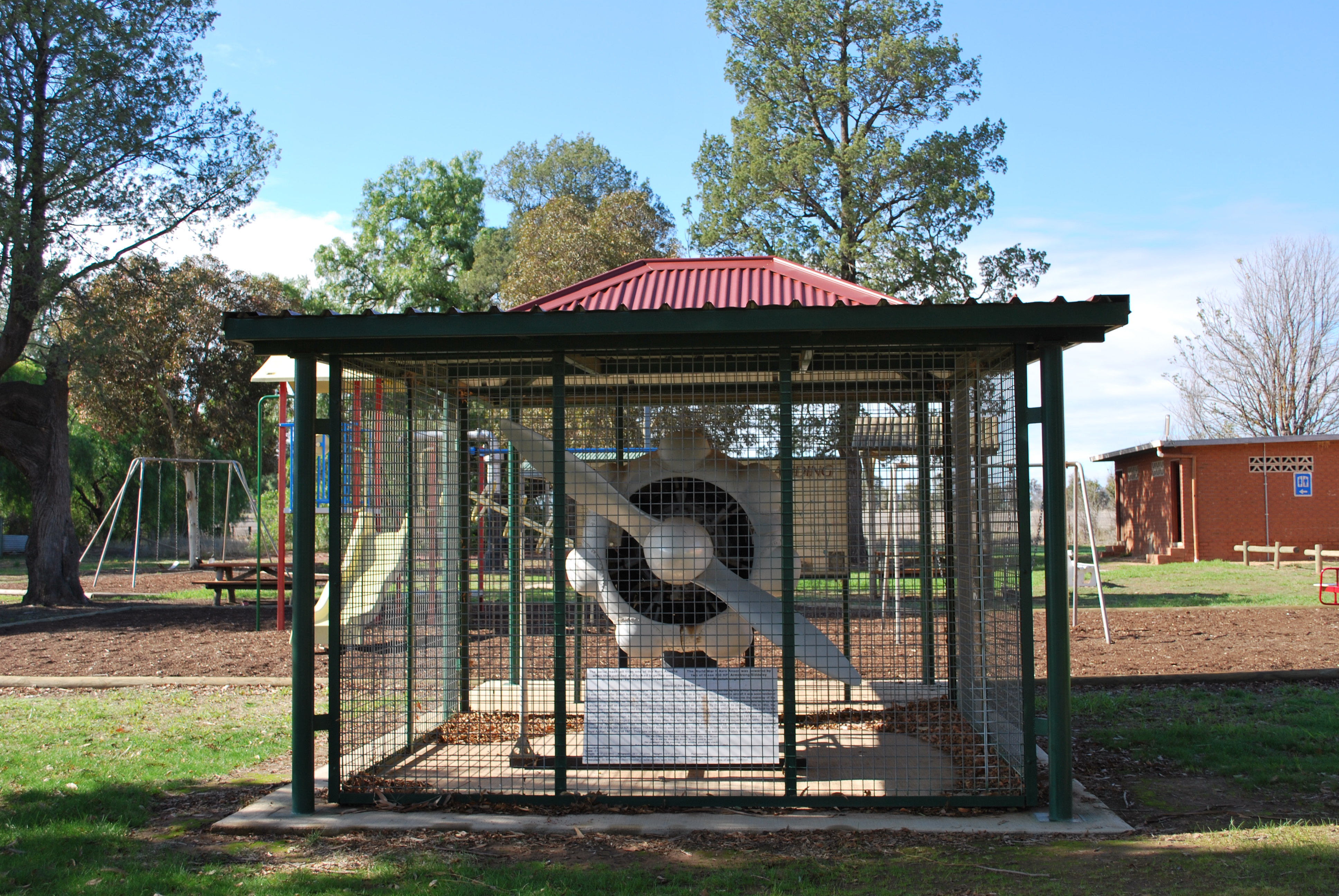
Le monument en mémoire de la collision à Brocklesby.

Selon le conseil du comté de Grand Hume, l'accident fait encore la renommée de Brocklesby,. Les résidents ont commémoré les 50 ans de l'accident en plaçant une plaque près du lieu d'atterrissage. Elle a été dévoilée par Tim Fisher, membre fédéral de la circonscription de Farrer et leader du parti national d'Australie, le 29 septembre 1990,. Le 26 janvier 2007, le moteur d'un Avro Anson a été placé à Brocklesby lors des célébrations de l'Australia Day.